# La Stampa

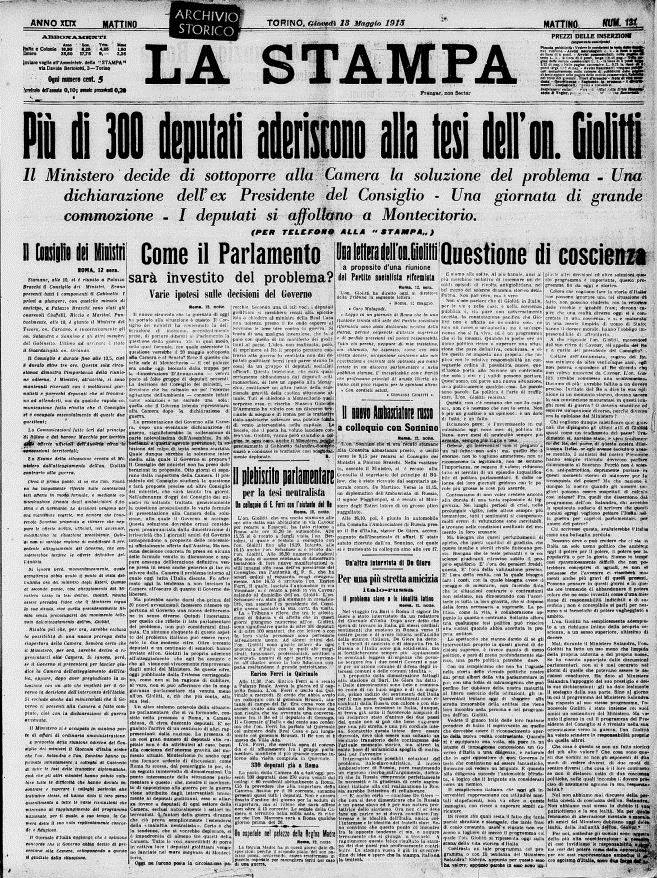
Page couverture datant du 13-05-1915.

Pour les articles homonymes, voir Stampa (homonymie).
La Stampa, littéralement « La Presse », publiée à Turin,  est l'un des quotidiens italiens les plus diffusés (en général, au 3e rang). Il a longtemps appartenu au groupe Fiat. Sa ligne éditoriale est généralement classée au centre-droit. 

## Histoire du journal

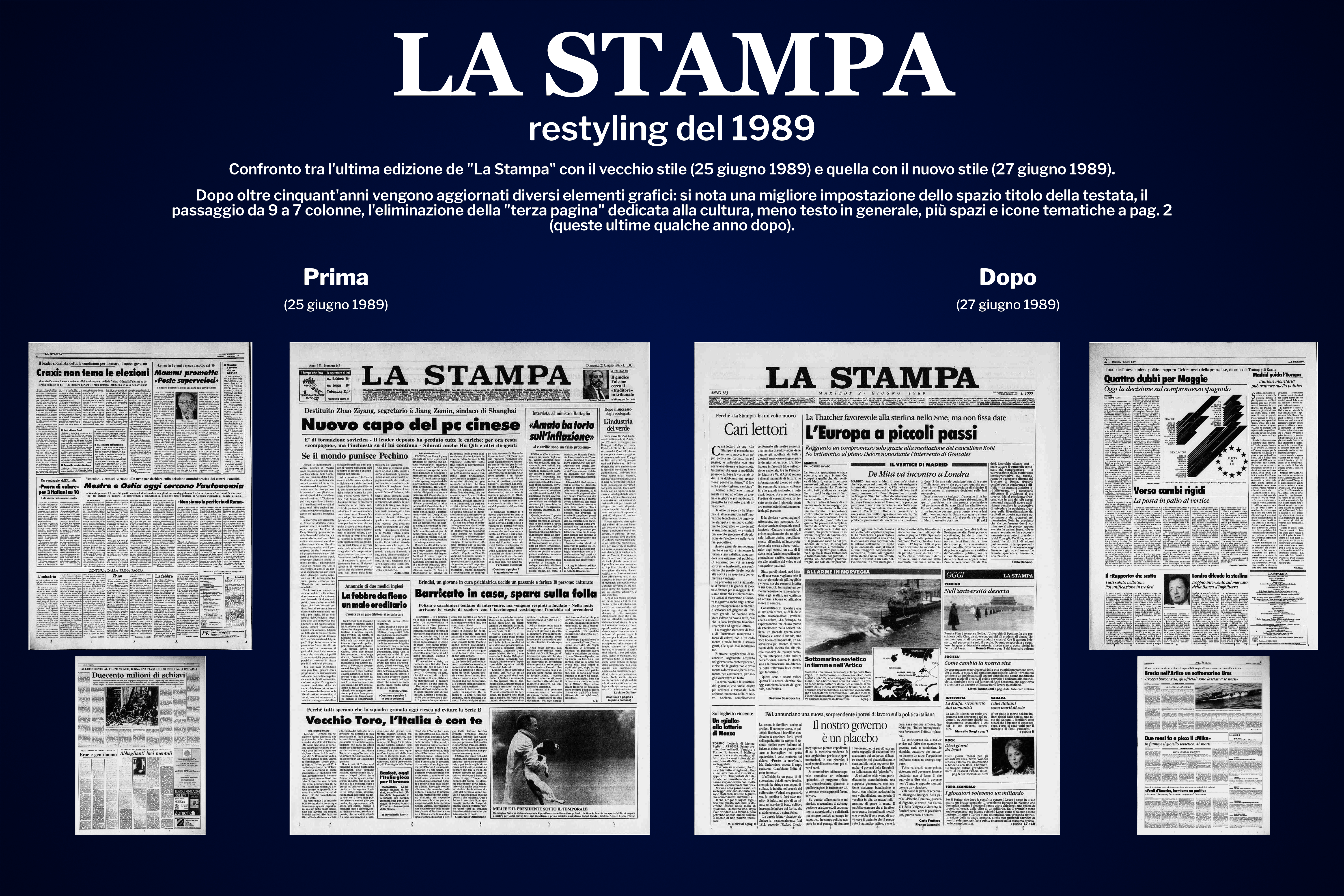
Restylage graphique de la une du quotidien "La Stampa" du 27 juin 1989.

### LaGazzetta Piemontese
Ce quotidien fut fondé à Turin en 1867 sous le nom de Gazzetta Piemontese. À l'époque le journal, qui sortait de l'imprimerie de Casimiro Favale dans la via Dora Grossa (l'actuelle Via Garibaldi), avait un tirage de vingt mille exemplaires et deux éditions quotidiennes ; à partir de 1867 il fut dirigé par Giovanni Roux, animateur d'une ligne éditoriale visant à conjuguer l'héritage du Risorgimento avec de nouvelles orientations politiques et sociales. 

### Rachat et naissance de La Stampa
En 1895, Alfredo Frassati (le père de Pier Giorgio Frassati) en devint le directeur et propriétaire, et donna au quotidien son nom actuel et un profil national. 
Le siège fut transféré dans un immeuble de la place Solferino. En 1900, le journal tirait à cinquante mille exemplaires et se vit adjoindre un supplément  sportif illustré ainsi qu'une revue La Donna consacrée à la culture féminine. Alfredo Frassati devient sénateur en 1913. Lors de la déclaration de la Première Guerre mondiale le journal La Stampa est partisan de la neutralité de l'Italie dans le conflit. Il prend position contre l'assassinat du député socialiste Giacomo Matteotti en 1924. Le gouvernement fasciste lui demande alors de démissionner et impose la vente le journal à la famille Agnelli pour un prix dérisoire. 
En 1934, La Stampa s'installa dans un siège prestigieux dans la nouvelle via Roma.
Elle le quitta en 1968, en conservant toutefois les salons du rez-de-chaussée pour recevoir le public, tandis que les rotatives et les bureaux de rédaction et d'administration furent installés dans la via Marenco, où ils se trouvent encore actuellement, dans un bâtiment vitré réalisé selon les plans de Vittorio Bonadè Bottino et de Luigi Ravelli (it). 
En 1975 est apparu le supplément littéraire Tuttolibri, en 1981 le supplément scientifique Tuttoscienze, dirigé par Piero Bianucci. Le site Internet existe depuis 1999.
En février 2016, Fiat Chrysler Automobiles annonce la vente de ses activités de presse incluant une participation de 77 % dans La Stampa, au Groupe L'Espresso détenant notamment La Repubblica, contre une participation de 16 % dans l'ensemble créé par cette opération. Cette dernière participation est prévue pour être distribuée aux actionnaires de Fiat Chrysler Automobiles par la suite.

## Position du journal dans la presse italienne actuelle
C'est actuellement le quatrième quotidien national, avec un tirage de 310 000 exemplaires environ. C'est un journal lu principalement dans le nord de l'Italie, surtout dans le Piémont. Son directeur est Massimo Giannini, depuis avril 2020.
La rédaction se trouve au via Marenco, 32 à Turin, l'établissement d'impression au via Giordano Bruno, 84, également situé à Turin.

## Principaux journalistes de la Stampa
Parmi les principales signatures de La Stampa : 
- Giovanni Arpino
- Ferdinando Camon
- Carlo Fruttero
- Franco Lucentini
- Sergio Romano